# Władimir Astapowski
Władimir Aleksandrowicz Astapowski, ros. Владимир Александрович Астаповский (ur. 16 czerwca 1946 w Briańsku, Rosyjska FSRR, zm. 12 kwietnia 2012 w Moskwie) – rosyjski piłkarz, grający na pozycji bramkarza, reprezentant Związku Radzieckiego, trener piłkarski.

## Kariera piłkarska

### Kariera klubowa
Wychowanek zespołu Dynamo Briańsk. W połowie lat sześćdziesiątych wyjechał do Baku, gdzie uczył się w Szkole Marynarskiej oraz bronił barw szkolnej drużyny. Tamże został zauważony przez trenerów miejscowego Neftczi Baku, w składzie którego rozpoczął karierę piłkarską. W 1965 przeszedł do SKCzF Sewastopol. Na początku sezonu 1969 został oddelegowany do CSKA Moskwa, dopiero 8 marca debiutował w składzie pierwszej drużyny. Jako zawodnik CSKA osiągnął swoje największe sukcesy. W 1980 po zmianie trenera odszedł do SKA-Chabarowsk, w barwach którego w 1982 zakończył karierę piłkarską.

### Kariera reprezentacyjna
29 listopada 1975 debiutował w reprezentacji Związku Radzieckiego w spotkaniu towarzyskim z Rumunią zremisowanym 2:2. Łącznie od 24 września 1975 do 30 kwietnia 1977 rozegrał 11 meczów w narodowej oraz 6 meczów w olimpijskiej reprezentacjach. W 1976 zdobył brązowy medal Igrzysk Olimpijskich w Montrealu. Rywalizował o pozycję bramkarza Sbornej z Jewgienijem Rudakowem i Aleksandrem Prochorowem. Ostatecznie stracił miejsce w bramce na rzecz Jurija Diegtiariowa.

## Kariera trenerska
Po zakończeniu kariery piłkarskiej służył w randze kapitana w radzieckich siłach zbrojnych. Pod koniec lat osiemdziesiątych podjął się pracy szkoleniowej. Przez pewien czas pracował w Mozambiku, pomagając trenować wojskowy klub w mieście Nampula. W ostatnich latach zajmował się m.in. szkoleniem bramkarzy w CSKA Moskwa i Spartaku Moskwa. Trzy lata trenował bramkarzy w kobiecej drużynie Krasnoarmiejska pod Moskwą. Jednocześnie występował w turniejach weteranów. 12 kwietnia 2012 zmarł w Moskwie. Pochowany na Cmentarzu Chowańskim w Moskwie.

## Sukcesy i odznaczenia

### Sukcesy klubowe
- mistrz ZSRR: 1970

### Sukcesy reprezentacyjne
- brązowy medalista Letnich Igrzysk Olimpijskich: 1976

### Sukcesy indywidualne
- wybrany do listy 33 najlepszych piłkarzy ZSRR: Nr 1 (1976), Nr 2 (1975)
- najlepszy piłkarz ZSRR w plebiscycie tygodnika „Futboł”: 1976
- najlepszy radziecki bramkarz w plebiscycie magazynu „Ogoniok”: 1976

### Odznaczenia
- tytuł Mistrza Sportu
- tytuł Mistrza Sportu Klasy Międzynarodowej: 1976
- tytuł Zasłużonego Mistrza Sportu Rosji: 2003